# Kishtwar
Kishtwar é uma cidade no distrito de Doda, no território da união indiana de Jamu e Caxemira.

## Geografia
Kishtwar está localizada a 33° 19′ N, 75° 46′ L. Tem uma altitude média de 1638 metros (5374 pés).

## Demografia
Segundo o censo de 2001, Kishtwar tinha uma população de 15 806 habitantes. Os indivíduos do sexo masculino constituem 61% da população e os do sexo feminino 39%. Kishtwar tem uma taxa de literacia de 74%, superior à média nacional de 59,5%: a literacia no sexo masculino é de 82% e no sexo feminino é de 62%. Em Kishtwar, 11% da população está abaixo dos 6 anos de idade.